# 汪獻
汪獻（1465年—？），字維賢，浙江杭州府錢塘縣人，軍籍，明朝政治人物。

## 生平
弘治八年（1495年）乙卯科浙江鄉試第十一名舉人。弘治十五年（1502年）中式壬戌科會試第五十名，二甲第十五名進士。正德六年（1511年）任廣西南寧府知府。

## 家族
曾祖汪祥；祖父汪珉；父汪璽，母謝氏。慈侍下。弟汪叡。